# Onur Balkan
Onur Balkan (ur. 10 marca 1996 w İzmicie) – turecki kolarz szosowy. Olimpijczyk (2016 i 2020).
W 2022 został ukarany trzyletnią dyskwalifikacją (biegnącą do 27 czerwca 2025) za złamanie przepisów antydopingowych po tym jak w pobranej od niego próbce wykryto EPO.

## Osiągnięcia
Opracowano na podstawie:

2013
- 1. miejsce w mistrzostwach Turcji juniorów (jazda indywidualna na czas)
- 1. miejsce w mistrzostwach Turcji juniorów (start wspólny)

2014
- 2. miejsce w mistrzostwach Turcji juniorów (jazda indywidualna na czas)
- 1. miejsce w mistrzostwach Turcji juniorów (start wspólny)

2015
- 3. miejsce w Tour of Çanakkale
  - 1. miejsce w klasyfikacji punktowej
  - 1. miejsce na 1. etapie
- 1. miejsce na 2. etapie Tour of Mersin
- 2. miejsce w Tour of Black Sea
  - 1. miejsce w klasyfikacji punktowej
  - 1. miejsce na 2. etapie
- 1. miejsce w klasyfikacji punktowej Tour of Ankara
  - 1. miejsce na 2. i 3. etapie
- 1. miejsce w klasyfikacji górskiej Tour of Mevlana
- 1. miejsce na 2. etapie Tour of Aegean

2016
- 1. miejsce na 2. etapie Tour du Maroc
- 1. miejsce w mistrzostwach Turcji (start wspólny)

2017
- 3. miejsce w mistrzostwach Turcji (jazda indywidualna na czas)
- 1. miejsce w mistrzostwach Turcji (start wspólny)

2018
- 2. miejsce w Grand Prix Alanya
- 1. miejsce w Tour of Mediterrennean
  - 1. miejsce na 2. i 3. etapie
- 2. miejsce w Tour of Cartier
  - 1. miejsce w klasyfikacji punktowej
- 1. miejsce w klasyfikacji punktowej Tour of Mesopotamia
  - 1. miejsce na 4. etapie
- 1. miejsce w Tour of Mevlana
- 1. miejsce w klasyfikacji sprinterskiej Presidential Cycling Tour of Turkey
- 1. miejsce w mistrzostwach Turcji (start wspólny)
- 1. miejsce na 9. etapie Tour of Qinghai Lake
- 1. miejsce na 3. etapie Tour of Cappadocia
- 2. miejsce w Dookoła Rumunii
  - 1. miejsce w klasyfikacji młodzieżowej
  - 1. miejsce na 5. etapie

2019
- 2. miejsce w Grand Prix Velo Alanya
- 1. miejsce w Grand Prix Justiniano Hotels
- 1. miejsce na 3. etapie Tour of Mesopotamia
- 2. miejsce w Minsk Cup
- 1. miejsce w Tour of Black Sea
  - 1. miejsce w klasyfikacji punktowej
  - 1. miejsce na 2. i 3. etapie
- 1. miejsce w Tour de Ribas
- 1. miejsce w Bursa Orhangazi Race
- 3. miejsce w Bursa Yildirim Bayezit Race
- 2. miejsce w mistrzostwach Turcji (jazda indywidualna na czas)
- 2. miejsce w mistrzostwach Turcji (start wspólny)
- 1. miejsce w Grand Prix Velo Erciyes
- 2. miejsce w Tour of Central Anatolia
  - 1. miejsce na 2. etapie
- 2. miejsce w Grand Prix Erciyes
- 1. miejsce w Tour of Kayseri
  - 1. miejsce na 2. etapie
- 3. miejsce w Tour of Mevlana
- 1. miejsce w Fatih Sultan Mehmet Edirne Race

2020
- 2. miejsce w GP Belek
- 3. miejsce w GP Manavgat
- 3. miejsce w Grand Prix Alanya
- 1. miejsce w mistrzostwach Turcji (start wspólny)

2021
- 1. miejsce w mistrzostwach Turcji (start wspólny)

2022
- 1. miejsce na 5. etapie Tour of Sharjah
- 1. miejsce w Grand Prix Gazipaşa

## Rankingi
| Rok             | 2015 | 2016 | 2017 | 2018 | 2019 | 2020 | 2021 | 2022  |
| --------------- | ---- | ---- | ---- | ---- | ---- | ---- | ---- | ----- |
| World Ranking   |      | 723. | 765. | 195. | 118. | 255. | 533. | 1049. |
| UCI Europe Tour | 97.  | 485. | 472. | 85.  | 97.  | 210. | 429. | 751.  |
| UCI Asia Tour   | -    | -    | -    | 235. |      |      |      |       |
| UCI Africa Tour | -    | 164. | -    | -    |      |      |      |       |
|                 |      |      |      |      |      |      |      |       |
| Źródło: UCI     |      |      |      |      |      |      |      |       |